# Любомировка (Хмельницкая область)
Любомировка (укр. Любомирівка, прежнее название Дурняки) — село в Новоушицком районе Хмельницкой области Украины. Входит в Ставчанский сельский совет.
Население по переписи 2001 года составляло 320 человек. Почтовый индекс — 32636. Телефонный код — 3847. Занимает площадь 1,438 км².

## Общие сведения
Село расположено на живописных Подольских Товтрах, на границе Хмельницкой и Винницкой области. Через село проходит дорога областного значения Т-2308 Могилёв-Подольский — Мурованые Куриловцы — Любомировка — Дунаевцы — Смотрич — Скала-Подольская.

## История
В 1945 г. Указом Президиума ВС УССР село Дурняки переименовано в Любомировку.

## Местный совет
32636, Хмельницкая обл., Новоушицкий р-н, с. Ставчаны, тел. 2-56-49.